# Robert P. McChesney
Robert Pearson McChesney (Marshall, 1913 - Petaluma, 2008) est un artiste californien d'après-guerre. Artiste peintre expressionniste abstrait, artiste d'assemblage, graveur, sculpteur et enseignant, il est considéré comme l'un des « ancêtres de l'expressionnisme abstrait de la Bay Area ».

## Biographie
Né en 1913, Robert Pearson McChesney grandit à Marshall, dans le Missouri. De 1933 à 1934, il étudie à l'École des Beaux-Arts de l'Université Washington de Saint-Louis et en 1936 à l'Otis Art Institute de Los Angeles.
Il travaille sur le Federal Art Project à San Francisco et sur des peintures murales pour l'Exposition internationale du Golden Gate. Lors de l'exposition, McChesney travaille avec une équipe d'une dizaine de personnes sur une série de peintures murales conçues et réalisées par l'artiste Herman Volz (en). Il s'agit de deux grandes peintures murales sur deux côtés d'un grand bâtiment fédéral appelé The Couquest of the West (La conquête de l'Ouest) et un autre côté du bâtiment est orné de By Land (Par la terre) et By Sea (Par la mer). Cette fresque devient à l’époque la plus grande du monde. Parmi les autres artistes qui ont travaillé sur ce projet de fresque pluriannuel figuraient des artistes aidants, notamment : Jose Ramis, John Saccaro, John Thomas Hayes (Tom Hayes), Carlton Williams, Peter Lowe, Percy Freer, Alden Clark et Ernest Lenshaw.
McChesney devient marin de la marine marchande pendant la Seconde Guerre mondiale,. Il a enseigné à l'Université d'État de Californie à East Bay (1958-1962), à la California Labour School ainsi qu'à la California School of Fine Arts,.
En 1937, Robert McChesney épouse Frances (une ancienne artiste mannequin), mais divorce par la suite. Il se marie ensuite avec Mary Fuller (en), artiste et autrice, en décembre 1949. Partageant d'abord une maison à Richmond avec les artistes Edward Corbett (en) et Hassel Smith (en), le couple s'installe ensuite à Petaluma, dans la région de la baie de San Francisco,,.
Après avoir rencontré le peintre Charles Howard (d) à la Work Projects Administration, Robert P. McChesney peint suivant un style surréaliste abstrait. En 1949, il séjourne au Mexique, où il se départ de ses acquis académiques pour accentuer l'organisation picturale de ses compositions : il « rercherche la tension entre les zones de lumière et d'obscurité afin que ses formes suggèrent non seulement la profondeur de champ, mais aussi le flux et le miroitement. Il visait la visualisation abstraite de l’expérience sensorielle – images, sons, odeurs, couleurs et lumière – transformée en un ectoplasme pulsé. » Il développe une nouvelle esthétique en incorporant des peintures émaillées à séchage rapide. Sur les zones d'émail humide, il applique du sable, puis brunit certaines zones avec un pinceau sec tout en laissant les autres rugueuses. Il obtient ainsi des compositions qui comportent des zones claires et denses juxtaposées à des rouges d'inspiration mexicaine et à de riches sables, qui lui permettent d'absorber et refléter la lumière.
Il expose en 1949 au San Francisco Museum of Art aux côtés de Byron Randall, Emmy Lou Packard et Edward Corbett, puis à nouveau en 1953, cette fois avec Nichols Roukes, Polia Pillin (en) et Bryan Wilson (d).
Robert P. McChesney meurt en 2008.

## Collections
- États-Unis
  - National Gallery of Art, Washington DC[12]
  - Musée d'Art moderne de San Francisco, San Francisco[13]
  - Whitney Museum of American Art, New York[14]
  - Crocker Art Museum, Sacramento[8]
  - Collection d'estampes de la New York Public Library, New York[15]